# آلتینکورک، کبان
آلتینکورک (به ترکی: Altınkürek) یک روستا در ترکیه می باشد که در بخش کبان در استان الازیق قرار گرفته شده.  این روستا با دارا بودن جمعیت کثیر کرد می باشد.